# Álvaro Lorenzo
Álvaro Lorenzo Gutiérrez, conocido como Álvaro Lorenzo (Toledo, 2 de agosto de 1995), es un torero español.

## Carrera profesional
Desde los 13 años comenzó en la escuela taurina de Toledo posteriormente continúa su preparación junto a Daniel Luque. El 26 de mayo de 2013 debutó con picadores en Illescas junto a Ángel Olmos y Filiberto Martínez con un encierro de Alcurrucén, lo hizo cortando 3 orejas, ese día salió la terna completa por la puerta grande. Durante la temporada 2013 torea 8 novilladas cortando 23 orejas y alzándose con el alfarero de oro de Villaseca de la Sagra. El 9 de mayo de 2016 se presenta de novillero en Las Ventas con novillos de El Parralejo junto a Gines Marín y Varea.
El 14 de mayo de 2016 toma la alternativa en la plaza de toros de Nimes cortando una oreja teniendo de padrino a Julián López el Juli y de testigo a Sebastián Castella con toros de Garcigrande. El 25 de mayo de 2017 confirma la alternativa en Las Ventas con toros de Alcurrucén teniendo al Juli de padrino y Gines Marín de testigo. El 9 de febrero de 2017 en la Feria de san Blas en Valdemorillo, salió por la puerta grande del coso de La Candelaria.
El 1 de abril de 2018 salió por la puerta grande de Las Ventas, cortando tres orejas, con toros de El Toreo. El 11 de noviembre de 2018 salió por la puerta grande de la plaza de toros de Acho con el indulto a Lanudo de la ganadería El Olivar. En 2021 indultó a Encandenado de Garcigrande en la plaza de toros de Las Rozas y salió por la puerta grande en la plaza de toros de Navalcarnero con toros de El Pilar.